# 23-as busz (Debrecen)

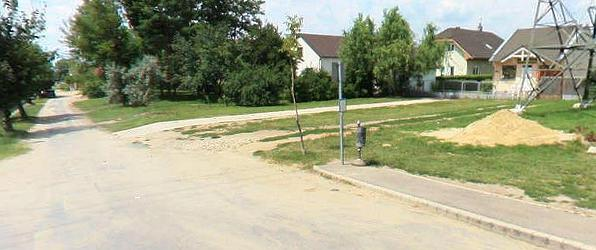
Júlia-telep

A debreceni 23-as jelzésű autóbusz a Doberdó utca és a Júlia-telep között közlekedik hurokjáratként. Útvonala során érinti a Júlia-telepet, Főnix csarnokot, Hódos Imre sportcsarnokot, Campust, Bem teret, Malomparkot, Dienes László Gimnáziumot, Bolyai János Általános Iskolát, DAB székházat, Debreceni Egyetemet és a Sportuszodát. A 23-as járatokon felül közlekednek 23Y jelzésű járatok is, hasonló útvonalon.
Jelenlegi menetrendje 2019. február 4-től érvényes.

## Története
1971. június 1-jén a 6-os villamos megszűnése után átszervezték az autóbusz közlekedést. A 6-os villamost a 24 és 24A jelzésű busz pótolta. Viszont az MGM és a Házgyár kiszolgálására új járatokat indítottak (19, 20Y, M21, 23). Ekkor indult el a 23-as busz, mely az MGM-et kötötte össze a Házgyárral a Füredi úton és a Hadházi úton keresztül. Ezt követően sokáig változatlanul közlekedett. 2007-től a régi házgyári forduló megszüntetése miatt a 21-es és 23-as busz hurokszerűen a Balmazújvárosi út - Házgyár - szervizút - Házgyár utca - Kishatár utca - Balmazújvárosi út útvonalon fordult vissza. 2009. július 1-jétől összevonták a 40-es busszal, így a Főnix csarnoktól a Sámsoni úton át a Júlia-telepig közlekedett. 2010. július 5-től beindították csak csúcsidőben közlekedő elágazójáratát a 23Y járatot mely a Veres Péter utcáig közlekedett. 2011. május 16-tól nagy tiltakozás ellenére a 23-as és 23Y járatot körjárattá alakították, és az Egyetem sugárútig vágták vissza, valamint a végállomását a Sámsoni útra helyezték át. Az új útvonallal az utasok nem voltak elégedettek, így néhány hetente-havonta változtatták a két járat útvonalát. 2012 tavaszára megkapta a két járat a végleges útvonalát. A 23-as busz ezentúl a Júlia-telep és a Nádor utca között közlekedett körjáratként. 2015. március 15-én megváltozott a járat közlekedése. A járatot a Doberdó utcáig hosszabbították és ezentúl az Egyetem sugárút érintése nélkül közlekedik. Noha a járat az útvonalának nagy részén nem körjáratszerűen közlekedik, a Júlia-telepi hurok miatt megtartotta a körjárat jelleget a vonal.

## Járművek
A viszonylaton Alfa Cívis 12 szólóbuszok közlekednek.

## Útvonala
| Év        | Végállomások                              | Útvonal oda | Útvonal vissza |
| --------- | ----------------------------------------- | --- | --- |
| 1971-198? | MGM – Kertváros vmh.                      | Kassai út – Baksay Sándor utca – Hadházi út – Füredi út – Balmazújvárosi út | Balmazújvárosi út – Füredi út – Hadházi út – Baksay Sándor utca – Kassai út |
| 198?-2007 | MGM – Házgyár                             | Kassai út – Baksay Sándor utca – Hadházi út – Füredi út – Balmazújvárosi út | Balmazújvárosi út – Füredi út – Hadházi út – Zákány utca – Kassai út |
| 2007-2009 | MGM – Házgyár                             | Kassai út – Baksay Sándor utca – Hadházi út – Füredi út – Balmazújvárosi út | Házgyár utca – Kishatár utca – Balmazújvárosi út – Füredi út – Hadházi út – Zákány utca – Kassai út |
| 2009-2011 | Nyugati Ipari Park – Júlia telep          | Házgyár utca – Kishatár utca – Balmazújvárosi út – Füredi út – Hadházi út – Zákány utca – Kassai út – Sámsoni út – Lovas utca – Kard utca | Kard utca – Diadal utca – Sámsoni út – Kassai út – Baksay Sándor utca – Hadházi út – Füredi út – Balmazújvárosi út |
| 2011      | Sámsoni út – Egyetem tér – Sámsoni út     | Kassai út – Baksay Sándor utca – Hadházi út – Füredi út – Egyetem sugárút – Egyetem tér – Nagyerdei körút – Hadházi út – Zákány utca – Kassai út | Kassai út – Baksay Sándor utca – Hadházi út – Füredi út – Egyetem sugárút – Egyetem tér – Nagyerdei körút – Hadházi út – Zákány utca – Kassai út |
| 2011      | Sámsoni út – Nádor utca – Sámsoni út      | Kassai út – Baksay Sándor utca – Hadházi út – Füredi út – Nádor utca – Thomas Mann utca – Bolyai utca – Egyetem tér – Nagyerdei körút – Hadházi út – Zákány utca – Kassai út | Kassai út – Baksay Sándor utca – Hadházi út – Füredi út – Nádor utca – Thomas Mann utca – Bolyai utca – Egyetem tér – Nagyerdei körút – Hadházi út – Zákány utca – Kassai út |
| 2011-2012 | Júlia telep – Nádor utca – Júlia telep    | Kard utca – Diadal utca – Sámsoni út – Kassai út – Baksay Sándor utca – Hadházi út – Füredi út – Nádor utca – Thomas Mann utca – Bolyai utca – Egyetem tér – Nagyerdei körút – Hadházi út – Zákány utca – Kassai út – Sámsoni út – Lovas utca – Kard utca | Kard utca – Diadal utca – Sámsoni út – Kassai út – Baksay Sándor utca – Hadházi út – Füredi út – Nádor utca – Thomas Mann utca – Bolyai utca – Egyetem tér – Nagyerdei körút – Hadházi út – Zákány utca – Kassai út – Sámsoni út – Lovas utca – Kard utca |
| 2012-2015 | Júlia telep – Nádor utca – Júlia telep    | Kard utca – Diadal utca – Sámsoni út – Kassai út – Baksay Sándor utca – Hadházi út – Füredi út – Nádor utca – Thomas Mann utca – Bolyai utca – Egyetem tér – Egyetem sugárút – Füredi út – Hadházi út – Zákány utca – Kassai út – Sámsoni út – Lovas utca – Kard utca | Kard utca – Diadal utca – Sámsoni út – Kassai út – Baksay Sándor utca – Hadházi út – Füredi út – Nádor utca – Thomas Mann utca – Bolyai utca – Egyetem tér – Egyetem sugárút – Füredi út – Hadházi út – Zákány utca – Kassai út – Sámsoni út – Lovas utca – Kard utca |
| 2015-től  | Doberdó utca – Júlia telep – Doberdó utca | Kartács utca – Dóczy József utca – Egyetem tér – Bolyai utca – Thomas Mann utca – Nádor utca – Füredi út – Hadházi út – Zákány utca – Kassai út – Sámsoni út – Lovas utca – Kard utca – Júlia telep – Kard utca – Diadal utca – Sámsoni út – Kassai út – Baksay Sándor utca – Hadházi út – Füredi út – Nádor utca – Thomas Mann utca – Bolyai utca – Egyetem tér – Dóczy József utca – Kartács utca | Kartács utca – Dóczy József utca – Egyetem tér – Bolyai utca – Thomas Mann utca – Nádor utca – Füredi út – Hadházi út – Zákány utca – Kassai út – Sámsoni út – Lovas utca – Kard utca – Júlia telep – Kard utca – Diadal utca – Sámsoni út – Kassai út – Baksay Sándor utca – Hadházi út – Füredi út – Nádor utca – Thomas Mann utca – Bolyai utca – Egyetem tér – Dóczy József utca – Kartács utca |

## Megállóhelyei
| 0  | Doberdó utca végállomás                  | 25 | 2 10, 10A, 10Y, 11, 15, 15Y, 22, 23Y, 24, 36Y, 50, 51E |
| 1  | Egyetemi sporttelep (↓) Kartács utca (↑) | 24 | 2 10, 10A, 10Y, 12, 22, 22Y, 23Y, 24, 24Y              |
| 2  | Dóczy József utca                        | 23 | 12, 22, 23Y, 24, 51E                                   |
| 3  | Bolyai utca                              | ∫  | 12                                                     |
| 5  | DAB-székház (↓) Bolyai utca (↑)          | 21 | 2 12                                                   |
| 6  | Dienes László Középiskola                | 19 | 2 12                                                   |
| 8  | Malompark (↓) Nádor utca (↑)             | 18 | 2 12, 21, 33, A1                                       |
| 10 | Bem tér                                  | 16 | 1 10, 10A, 10Y, 13, 21, 33, A1                         |
| 12 | Homok utca                               | 14 |                                                        |
| 13 | Hadházi út                               | 13 |                                                        |
| 14 | Sportuszoda (↓) Hadházi út 92. (↑)       | 12 | 3A 16, 23Y                                             |
| ∫  | Baksay Sándor utca                       | 11 | 16, 23Y                                                |
| 15 | Főnix Csarnok                            | 9  | 3, 3A, 5, 5A 16, 22, 22Y, 23Y, 24, 24Y, 51E            |
| 18 | Thököly utca (↓) Abonyi utca (↑)         | 7  | 11, 23Y                                                |
| 20 | Mátyás király utca                       | 5  | 11, 19, 23Y Helyközi buszok                            |
| 21 | Budai Nagy Antal utca                    | 4  | 11, 19, 23Y, 25, 25Y Helyközi buszok                   |
| 22 | Szalók utca (↓) Tizedes utca (↑)         | 3  | 11, 19, 23Y, 25, 25Y Helyközi buszok                   |
| 23 | Lovas utca                               | ∫  | 19                                                     |
| ∫  | Diadal utca                              | 2  | 19                                                     |
| ∫  | Tőr utca                                 | 1  | 19                                                     |
| 25 | Júlia-telep vonalközi végállomás         | 0  | 19                                                     |

## Járatsűrűség
Tanítási időszakban és tanszünetben is a járatok egyformán indulnak. Csúcsidőben 40-50 percenként, csúcsidőben kívül 60 percenként közlekedik. Hétvégén egész nap 60 percenként közlekedik.
Pontos indulási idők itt.